# Pramod Sawant

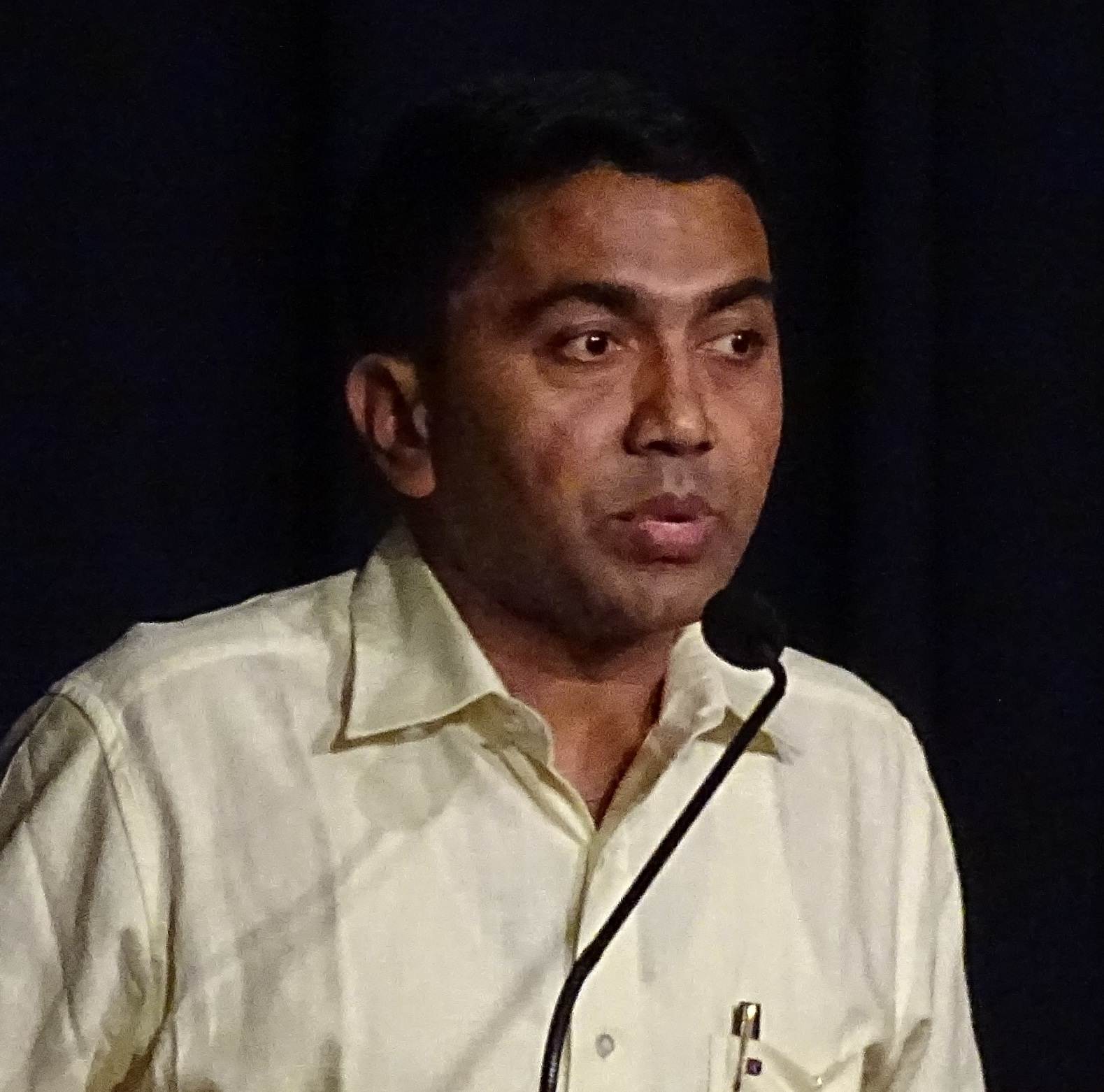
Pramod Sawant (2016)

Pramod Pandurang Sawant (Konkani und Marathi प्रमोद पांडुरंग सावंत; * 24. April 1973 in Kothambi, Distrikt Nord-Goa, Indien) ist ein indischer Politiker. Seit dem 19. März 2019 ist er Chief Minister von Goa.

## Biografie
Pramod Sawant wurde als Sohn von Pandurang und Padmini Sawant im kleinen Ort Kothambi (Taluk Bicholim) im Norddistrikt von Goa geboren. Er besuchte das Ayurvedic Medical College der Ganga Education Society in Kolhapur, wo er einen Bachelor-Abschluss in Ayurveda, Medizin und Chirurgie (BAMS) erwarb. Anschließend setzte er seine Studien an der Tilak Maharashtra University in Pune fort und schloss das Studium als Master of Social Work (MSW) ab. Danach war er als Arzt für ayurvedische Medizin am staatlichen Krankenhaus in Mapusa (Goa) tätig.
Schon Pramods Vater war in der Bharatiya Jana Sangh und später der Nachfolgepartei Bharatiya Janata Party (BJP) aktiv. Der Sohn wurde frühzeitig im RSS und später in der BJP aktiv. Er war zeitweilig Präsident der BJP-Jugendorganisation Bharatiya Janata Yuva Morcha (BJYM) in Goa und nationaler Vizepräsident der BJYM. Unter dem Einfluss des damaligen BJP-Vorsitzenden in Goa und späteren Chief Ministers Manohar Parrikar, der sich in der Folgezeit zum Mentor Sawants entwickelte, stieg dieser 2008 in die goanesische Politik ein. Am 26. November 2008 trat Sawant bei der Nachwahl zum Parlament von Goa im Wahlkreis 17-Pale an, unterlag jedoch seinem Gegenkandidaten von der Kongresspartei. Bei den folgenden goanesischen Parlamentswahlen 2012 und 2017 konnte Sawant jeweils den Wahlkreis 17-Sanquelim gewinnen und wirkte danach als Abgeordneter. Von 2012 bis 2018 war er Mitglied verschiedener Parlamentsausschüsse (u. a. Petitionsausschuss, Öffentliche Unternehmen, Wirtschaftsangelegenheiten etc.) und vom 22. März 2017 bis 19. März 2019 Parlamentssprecher (speaker) von Goa.
Am 17. März 2019 verstarb der amtierende Chief Minister Manohar Parrikar an einer Krebserkrankung. Als seinen Amtsnachfolger wählte die BJP-Führung Pramod Sawant aus. Am 19. März 2019 wurde er vom Gouverneur vereidigt und am 20. März sprach ihm eine Mehrheit von 20 Abgeordneten im 36 Abgeordnete umfassenden goanesischen Parlament das Vertrauen aus. Dazu zählten neben den 12 BJP-Abgeordneten je drei Abgeordnete von Goa Forward Party (GFP) und Maharashtrawadi Gomantak Party (MGP), sowie unabhängige Abgeordnete. Die folgende Parlamentswahl in Goa am 14. Februar 2022 wurde von der BJP, die 20 der 40 Wahlkreismandate erhielt, gewonnen. Am 28. März 2022 wurde Pramod Sawant mit Unterstützung durch die zwei MGP-Abgeordneten und die drei Parteilosen erneut als Chief Minister vereidigt.

## Privates
Savants Muttersprache ist Konkani. Außerdem spricht er Marathi und Englisch. Seine Frau Sulakshana ist Chemielehrerin in Bicholim und war zeitweilig Vorsitzende der BJP Mahila Morcha, der Frauenorganisation der BJP in Goa.